# Метлицька Ірина Юріївна
Ірина Юріївна Метлицька (рос. Ирина Юрьевна Метлицкая; 5 жовтня 1961, Сєверодвінськ, Архангельська область, РРФСР, СРСР — 5 червня 1997, Москва, Росія) — радянська і російська акторка театру і кіно.

## Біографія
Народилася 5 жовтня 1961 р. у Сєверодвінську. Мати Ірини була економісткою. Закінчила фізико-математичну школу в Мінську. Вступила до Університету і провчилася рік. Паралельно готувалася до вступу в театральне училище. Кинувши університет, поїхала до Москви. З першої спроби вступила і в 1984 році закінчила Театральний інститут імені Бориса Щукіна (курс А. Г. Бурова).
У 1984—1991 рр. — акторка Московського театру «Современник».
У 1991—1993 рр. — акторка Театру Романа Віктюка. Зокрема, грала головну роль юної героїні вистави «Лоліта» (за романом Володимира Набокова). Також брала участь у виставах Московського «Театру Місяця».
У кіно дебютувала в 1978 році, ще будучи десятикласницею, — зіграла роль школярки Каті Шумейко в білоруському фільмі режисера Ігоря Добролюбова «Розклад на післязавтра». Юна Ірина знімалася з такими акторами, як Маргарита Терехова і Олег Даль. Знімалася в картинах українських кіностудій.
Тонка глибока драматична акторка. Одна з найбільш талановитих і затребуваних кіноакторок пострадянського періоду.
Остання роль у кіно — Верховська у фільмі режисера Олександра Прошкіна «Чорна вуаль» (1995, головна роль).
Ірина Метлицька померла від лейкемії 5 червня 1997 року, не доживши 4 місяців до свого 36-річчя. Похована на Троєкуровському кладовищі в Москві.
Сім'я:
- Чоловік — Сергій Ішханович Газаров (Газарян), радянський і російський актор театру і кіно, кінорежисер, сценарист.
- двоє синів.

## Пам'ять
- 2007: Документальний фільм «Померти красивою. Ірина Метлицька» (реж. Георгій Ананов, телекомпанія «ОКО-ТВ»)

## Фільмографія
- «Розклад на післязавтра» (1978)
- «Особиста справа судді Іванової» (1985, вчителька літератури)
- «Викуп» (1986, Марі)
- «Ми веселі, щасливі, талановиті!» (1986, офіціантка)
- «Не забудьте вимкнути телевізор» (1986, Томка)
- «Оголошенню не підлягає» (1987, Віра)
- «Лялечка» (1988, Олена Михайлівна)
- «Радості земні» (1988, т/ф, Алла Філімонова)
- «Кат» (1990, Ольга, головна роль)
- «Катька і Шиз» (1992, Світлана Петрівна)
- «Мелодрама із замахом на вбивство» (1992, Тамара Малишева, журналістка, головна роль; к/ст ім. О. Довженка, реж. М. Малецький)
- «Танцюючі примари» (1992, Наталія Сергіївна)
- «Макаров» (1993, Марго, коханка)
- «Шейлок» (1993, Порція)
- «Розкол» (1993, т/с, Розалія Землячка, революціонерка)
- «Створення Адама» (1993, Ніна)
- «Роман „alla russa“» (1993, Анна, головна роль)
- «Я люблю» (1994, Марго, головна роль)
- «Любов, передвістя печалі» (1994, Марія Костянтинівна, головна роль)
- «Мсьє Робіна» (1994, дружина Робіна; Україна, реж. Олександр Бурко)
- «Екзерсис № 5» (1995, короткометражна новела кіноальманаху «Прибуття поїзда», актриса Віра)
- «Чорна вуаль» (1995, Верховська, головна роль; реж. О. Прошкіна) та ін.